# Ingolstadt
Ingolstadt là một thành phố trong bang Bayern, Đức. Thành phố có diện tích 133,37 kilômmét vuông. Nó nằm dọc theo bờ sông Danube, ở trung tâm của Bayern. Tính tới giữa năm 2007, Ingolstadt có tới 122.359 cư dân. Nó là một phần của khu đô thị München với dân số hơn 5.000.000.
Ingolstadt được đề cập trong cuốn tiểu thuyết Frankenstein của Mary Shelley. Và cũng từ chính thành phố này là nơi con quái vật Frankenstein được tạo nên bởi nhà khoa học Victor Frankenstein.
Illuminati, một hội kín ở Bayern, được thành lập ở Ingolstadt vào cuối thế kỷ 18.
Trụ sở của nhà sản xuất ô tô Audi của Đức được đặt tại Ingolstadt, cũng như trụ sở của các cửa hàng điện tử Media Markt và Saturn. Nhà ga chính của Ingolstadt đã được kết nối với Nürnberg bởi một liên kết đường sắt cao tốc kể từ tháng 5 năm 2006. Ingolstadt cũng có một nhà ga hành khách lớn thứ hai tại Ingolstadt Nord.